# Музеї Алушти
Музеї Алушти — музеї, які розташовані в адмінмежах міста Алушта, Автономна Республіка Крим.
| Назва                                                                | Місцезнаходження                                      | Короткий опис | Зображення |
| -------------------------------------------------------------------- | ----------------------------------------------------- | --- | ---------- |
| Алуштинський історико-краєзнавчий музей                              | Алушта, вул. Леніна, 8                                | У 1966 році в будинку Алуштинського міськкому партії відкрився громадський історико-революційний музей, на основі колекцій якого в 1971 році була створена експозиція Алуштинського краєзнавчого музею, відділу Кримського краєзнавчого музею. Розташований у будинку, побудованому близько 1910–1912 років. Усього в музеї понад 4 тисячі експонатів з історії краю. |            |
| Музей природи                                                        | Алушта, вул. Партизанська, 42                         | 30 липня 1923 року РНК Російської Федерації ухвалила декрет «Про створення Кримського державного заповідника та лісової біологічної станції». У тому ж році був заснований музей заповідника, знищений фашистами в 1942 році. Після війни, в 1957 році, заповідник отримав статус заповідно-мисливського господарства. Його філіями в 1978 році стали: заповідник Лебедині острови, що має міжнародне значення, і Каркінітський заказник. Про них і розповідає відкритий 15 квітня 1976 року Музей природи. У зібранні музею близько 800 експонатів: геологічні, флористичні та фауністичні колекції. |            |
| Алуштинський літературно-меморіальний музей С. М. Сергєєва-Ценського | Алушта, вул. Сергєєва-Ценського, 5                    | Музей відкритий 5 травня 1962 роки згідно з Постановою Кримського облвиконкому, в будинку російського письменника, академіка, Лауреата Державної премії СРСР Сергєєва-Ценського Сергія Миколайовича автора епопей «Севастопольські жнива» та «Преображення Росії», багатьох історичних романів, повістей, оповідань, п'єс, літературно-критичних статей, віршів. Будинок побудований письменником у 1906 році на відрозі урочища Хурд-Тарле поблизу Професорського куточка. |            |
| Алуштинський Будинок-музей академіка архітектури О. М. Бекетова      | Алушта, Професорський куточок, вул. Комсомольська, 4. | Музей є відділом Алуштинського літературно-меморіального музею С. М. Сергєєва-Ценського, меморіальна будівля, пам'ятка архітектури. Побудований в мавританському стилі за проектом О. М. Бекетова в 1896 році. Музей відкритий у листопаді 1987 року з ініціативи Циганника В. П., за підтримки Алуштинського міськвиконкому та участі родичів О. М. Бекетова. |            |
| Алуштинський музей І. С. Шмельова                                    | Алушта, вул. Набережна, 2                             | Музей І. С. Шмельова є відділом Алуштинського літературно-меморіального музею С. М. Сергєєва-Ценського. Відкритий у 1993 році з ініціативи Циганника та за підтримки Алуштинського міськвиконкому. В основу колекції покладені матеріали з архіву І. С. Шмельова, передані його внучатим племінником І. Жантійомом, а також архівні документи та речі епохи з фондів музею С. М. Сергєєва-Ценського. Експозиція музею знайомить з життям і творчістю І. С. Шмельова до революції та в еміграції; основний акцент зроблений на Алуштинському періоді у творчій долі письменника.                       |            |